# Патентно ведомство на Република България
Патентното ведомство на Република България е национален държавен орган за закрила на правата върху обекти на индустриалната собственост.

## История

### Предистория
През 1892 г. се поставя началото на регистрацията на търговските марки. След Първата световна война България се присъединява към Парижката конвенция за закрила на индустриалната собственост, като закрилата се предоставя от Министерство на търговията.

### Бюро за индустриална собственост
Бюрото за индустриална собственост е първата българска институция за защита на интелектуална собственост, създадена през 1921 г. с приемането на първия Закон за патентите за изобретения. Бюрото издава Бюлетин за индустриална собственост, съдържащ регистрирани търговски и индустриални патенти и марки, официални разпоредби и известия.

### Институт за рационализации
През 1948 година с Указ на Президиума на Народното събрание от 4 юни 1948 година е създаден Институтът за рационализации. По-късно, с ПМС № 163 от 27 септ. 1962 г. е реорганизиран в Институт за изобретения и рационализации “ИНРА”. След създаването си Института събира и приема документите на интелектуалната собственост и започва централизирано да осъществява тази дейност. 1948 година може да се приеме за начало на създаването на център за регистрация и правно регулиране на отношенията, възникнали във връзка с оформянето и регистрирането на исканията за признаване на авторство върху откритията и изобретенията, търговските марки, марките за услуги, промишлените образци и наименованията за произход.  През 1961 година влиза в сила Закон за откритията и рационализаторските предложения и Правилника за неговото приложение. От 01.01.1968 година влиза в сила и Закона за търговските марки и промишлените образци (ЗЗТМПО).  ЗТМПО е един широко замислен за времето си закон, който обслужва и активира свободната конкуренция между производствените и търговските субекти, от една страна и от друга – защитава потребителите. От 01.01.1969 година влиза в сила нов Закон за изобретенията и рационализациите. Под наименованието Институт за изобретения и рационализации (ИНРА) става функционален специализиран орган за управление, координация и контрол на дейността по създаването на правната закрила, използването и внедряването на откритията, изобретенията и рационализаторските предложения, търговските марки, марките за услуги, промишлените образци и наименованията за произход на стоките и икономически ефективните предложения в страната.

### Патентно ведомство на Република България
Със Закона за патентите, приет с XXXVI народно събрание през март 1993 година, България се ориентира изцяло към патентната система на Европейската общност, като предоставя патентна закрила на най-високите технически постижения, адекватна на тази в най напредналите европейски страни. С влизането в сила на Закона за патентите, Институтът за изобретения и рационализации се преименува в Патентно ведомство на Република България. Патентното ведомство на Република България е единствен национален орган, който предоставя закрила на правата върху обектите на индустриалната собственост – изобретения, полезни модели, търговски марки, марки за услуги, наименования за произход, промишлени образци (дизайн), нови сортове растения и породи животни.Ведомството е независимо в своята дейност, като неговите окончателни решения по закрила на обектите на индустриална собственост се обжалват в съда по съответния ред. То се състои от председател, поне един заместник председател, държавни експерти и служители. 
Патентното ведомство осъществява следните основни дейности: извършва eкспертиза и взема решения по закрилата на обектите на индустриална собственост; издава патенти за изобретения и полезни модели, свидетелства за промишлени образци, търговски марки, марки за услуги, наименования за произход и сертификати за нови сортове растения и породи животни; разглежда спорове по решенията на eкспертизата, искания за обявяване недействителност на защитни документи и за предоставяне и прекратяване на принудителни лицензии; обявява недействителност, предоставяне и прекратяване на принудителни лицензи и зависимост на защитни документи; представлява страната в определени междудържавни организации по индустриална собственост, осигурява изпълнението на задълженията ѝ съобразно статута за Патентните ведомства, регламентирано от международните спогодби осъществява международно сътрудничество в тази област; извършва публикациите и издава бюлетин, предвидени в законите за закрила на индустриалната собственост и в международните спогодби,осъществява международен обмен на патентни документи, поддържа патентни фондове и предоставя услуги в областта на патентната информация и патентните изследвания; издава наредби, инструкции в рамките на компетенциите на Патентното ведомство, кaкто и предлага тарифи за дейностите и услугите, извършвани от ведомството; води държавните регистри за защитените обекти на индустриална собственост и на представителите по индустриална собственост; организира подготовката на кадри в областта на индустриалната собственост и патентното дело.
В съответствие със законовите разпоредби ведомството издадава защитни документа за  изобретения и полезни модели, свидетелства за търговски марки, свидетелства за марки за услуги и за промишлени образци.
B областта на индустриалната собственост Република България е член на: Парижка конвенция за закрила на обектите на индустриална собственост, Мадридска спогодба за международна регистрация на марките, Мадридска спогодба за преследване на фалшивите или заблуждаващи указания за произход на стоките, Лисабонска спогодба за закрила на наименованията за произход и тяхната международна регистрация, Будапещенски договор за международно признаване депозирането на микроорганизми, Договор за патентно коопериране. През 1996 година България се присъединява и към Хагската спогодба за международна регистрация на промишлени образци и към Протокола за присъединяване към Маракешкото споразумение 
за създаване на Световна търговска организация. През 1998 година България се присъедини към Международната конвенция за закрила на новите сортове растения.
В областта на индустриалната собственост Патентното ведомство на Република България има подписани споразумения, договори или протоколи за сътрудничество на двустранна основа с Русия, Украйна, Китай, Турция, Молдова, Монголия и др.
По инициатива на Патентното ведомство в края на 1997 година Правителството на Република България се обърна към Европейската патентна организация с молба, изразяваща готовност за присъединяване към Мюнхенската конвенция за издаване на Европейски патенти. Молбата бе подадена в изпълнение нa ангажиментите на страната по чл.67 от Европейското споразумение за асоцииране между Европейските общности и техните страни-членки, от една страна, и България от друга. В резултат на това Европейската патентна организация предостави на България статут на наблюдател във форумите на нейните ръководни органи.
България става член на Европейската патентна конвенция през 2002 г.

### Архивно наследство
В Централния държавен архив се съхранява архивен фонд 2А „Институт за изобретения и рационализации "ИНРА“, с 17353 архивни единици за периода 1909–2001 година.